# تل زمین قاسمی
تل زمین قاسمی مربوط به دوره ساسانیان است و در شهرستان مرودشت، بخش مرکزی، دهستان رودبال، روستای علیا خالد آباد واقع شده و این اثر در تاریخ ۳۰ بهمن ۱۳۸۶ با شمارهٔ ثبت ۲۰۹۲۱ به‌عنوان یکی از آثار ملی ایران به ثبت رسیده است.